# Franz Stahlecker
Franz Walter Stahlecker (ur. 10 października 1900 w Sternenfels, zm. 23 marca 1942) – niemiecki oficer wywiadu i policji, SS-Brigadeführer oraz zbrodniarz wojenny. Pracował w Komisariacie Rzeszy Ostland i stał na czele Einsatzgruppe A.

## Życiorys
Urodzony w Sternenfels, wstąpił do NSDAP w 1932. Z zawodu policjant, w 1934 został komendantem policji w Wirtembergii. Następnie pełnił służbę w głównym biurze Sicherheitsdienst, skąd skierowano go do Wiednia, gdzie został szefem miejscowej SD. Wkrótce potem Stahlecker otrzymał nominację na szefa SS i Policji Protektoratu Czech i Moraw. W 1940 skierowano go do Norwegii, gdzie również pełnił funkcję szefa miejscowej SS i Policji. Stahlecker należał do SS, w której osiągnął stopień SS-Brigadeführera.
W czerwcu 1941 został dowódcą Einsatzgruppe A, która podobnie jak inne Einsatzgruppen, miała za zadanie likwidację na obszarze ZSRR: Żydów, Cyganów, komisarzy bolszewickich i innych osób cywilnych, uznanych przez III Rzeszę za wrogie. Oddziały Stahleckera (który dowodził Einsatzgruppe A do października 1941) działały na obszarze państw bałtyckich i w okolicach Leningradu, dokonując masowych mordów na dziesiątkach tysięcy ludzi. 
W październiku 1941 został mianowany wyższym dowódcą SS i Policji Komisariatu Rzeszy Ostland, który składał się z okupowanych przez Trzecią Rzeszę: Litwy, Łotwy, Estonii i Białorusi. Przez stosunkowo krótki okres sprawowania tej funkcji dopuścił się rozlicznych zbrodni na ludności cywilnej. Franz Stahlecker został ciężko ranny w starciu z radzieckimi partyzantami koło Gatczyny i zmarł 23 marca 1942 w wyniku odniesionych obrażeń. Pochowany został w Pradze, gdzie mieszkała jego rodzina, a mowę pożegnalną wygłosił Reinhard Heydrich.